# Sibiraea
Sibiraea es un género con siete especies de plantas perteneciente a la familia de las rosáceas.

## Taxonomía
Sibiraea fue descrito por Carl Johann Maximowicz y publicado en Trudy Imperatorskago S.-Peterburgskago Botaničeskago Sada 6: 213, en el año 1879.

## Especies
- Sibiraea altaiensis
- Sibiraea angustata
- Sibiraea croatica
- Sibiraea glaberrima
- Sibiraea laevigata
- Sibiraea tianschanica
- Sibiraea tomentosa